# Johanna Beck
Johanna Beck (* 1983) ist eine deutsche Autorin und ehemalige Sprecherin des Betroffenenbeirats der Deutschen Bischofskonferenz. Sie setzt sich für Reformen und Erneuerung ihrer Kirche ein. Dabei liegt ihr Fokus auf der Aufarbeitung des sexuellen Missbrauchs in der katholischen Kirche. 2022 wurde ihr Engagement mit dem Herbert-Haag-Preis ausgezeichnet.

## Leben und Wirken
Johanna Beck studierte nach dem Abitur an einem katholischen Mädchengymnasium zunächst Literaturwissenschaft und Geschichte an der Universität Würzburg. 2018 nahm sie ein Fernstudium der Theologie an der Domschule Würzburg auf. Sie ist Referentin zu den Themen Missbrauch und die Rolle der Frauen in der Kirche und veröffentlicht Texte zu theologischen und kirchenpolitischen Fragen.
Als Mädchen und Jugendliche war sie übergriffigem Verhalten und sexuellem Missbrauch durch einen Pater in der extrem konservativen, engelwerk-nahen kirchlichen Gruppe Katholische Pfadfinderschaft Europas (KPE) ausgesetzt. Nach dem Abitur trat sie aus der KPE aus. Sie trennte sich zunächst auch von der katholischen Kirche und kehrte nach der Geburt ihres ersten Kindes zu ihr zurück. Bevor sie unter ihrem echten Namen über die Übergriffe sprach, schrieb sie  – aus Angst vor dem Täter, dem Engelwerk und negativen Reaktionen aus ihrem Umfeld unter dem Pseudonym Madame Survivante – ein Blog, um die konsequente Aufarbeitung sexualisierter Gewalt in der Kirche zu thematisieren. 2020 begann sie unter ihrem echten Namen aktiv zu werden und bewarb für den Betroffenenbeirat der Deutschen Bischofskonferenz.
Sie engagiert sich für die Aufarbeitung sexuellen Missbrauchs in der katholischen Kirche und ist seit November 2020 Sprecherin des Betroffenenbeirats der Deutschen Bischofskonferenz. In ihrer Funktion als Sprecherin des Betroffenenbeirats arbeitet sie seit 2021 beim Synodalen Weg mit. Johanna Beck ist Mitglied im Zentralkomitee der deutschen Katholiken und seit 2019 in der Bewegung Maria 2.0 engagiert.
2022 äußerte sie sich entsetzt über die Anerkennung der Katholischen Pfadfinderschaft Europas (KPE), der sie aus eigener Erfahrung Missbrauch in einem Zeltlager im Bistum Würzburg vorwarf, durch die Bischofskonferenz.
Johanna Beck hat den Priester angezeigt, der sie und andere Mädchen sexuell missbraucht hat. Der betreffende Ordensmann ist im Bistum Salzburg tätig und darf keine Exerzitien in der Diözese Rottenburg-Stuttgart mehr abhalten. Strafrechtlich waren die Fälle verjährt. Beck erzählte in einem Interview mit dem Magazin der Katholischen Kirche Stuttgart: „Bis heute bringen viele Verantwortliche den Tätern und der Institution mehr Empathie entgegen als den von Missbrauch Betroffenen. Es darf einfach nicht sein, dass ein Ordensmann, der sich des Missbrauchs schuldig gemacht hat, einfach an eine andere Stelle in ein anderes Bistum verschoben wird. Die Kirche muss dafür Sorge tragen, dass es keine weiteren Opfer geben kann.“ Im Jahr 2021 machte Beck eine Zeugenaussage bei der Kommission sexueller Missbrauch der Diözese Rottenburg-Stuttgart und wartet (Stand 2021) auf eine offizielle Mitteilung. Beck kritisiert, dass sie beim Offizialatsbezirk Oldenburg keine Anklage gegen den Ordensmann einreichen, sondern nur eine Zeugenaussage machen konnte. Laut Kirchenrecht wird das Verfahren als ein Verstoß gegen den Zölibat gewertet und nicht als Verstoß gegen die Würde des Menschen und seine sexuelle Selbstbestimmung.
Ihre Lebensgeschichte hat Johanna Beck in ihrem Buch Mach neu, was dich kaputt macht. Warum ich in die Kirche zurückkehre und das Schweigen breche verarbeitet. Für ihr Engagement gegen den Machtmissbrauch in der Kirche wurde Johanna Beck mit dem Herbert-Haag-Preis 2022 in Luzern ausgezeichnet.
2022 bat die Katholische Pfadfinderschaft Europas in einer E-Mail an Beck um Entschuldigung für sexuellen Missbrauch, den sie als Kind in der KPE durch einen Priester des Engelwerkes erlitten hatte. Beck bezweifelte, dass sich die KPE nachhaltig geändert habe. Der Priester war 2022 weiter unter Auflagen im Amt.
Im April 2023 erklärte sie als Vertreterin des Betroffenenbeirats der Deutschen Bischofskonferenz in der katholischen Akademie des Bistums Essen, die römisch-katholische Kirche in Deutschland solle sich bei ihren Reformbemühungen nicht vom Vatikan aufhalten lassen. Zugleich kritisierte sie, dass von sexuellem Missbrauch Betroffene bis März 2023 im Synodalen Weg kein Stimmrecht besessen hatten.
Beck lebt mit ihrer Familie in Stuttgart.

## Ehrungen
- 2022: Herbert-Haag-Preis Verleihung in Luzern[22][6][23]

## Publikationen
- Mach neu, was dich kaputt macht. Warum ich in die Kirche zurückkehre und das Schweigen breche. Verlag Herder, Freiburg 2022, ISBN 978-3-451-38991-7.

Beiträge
- mit: Philippa Haase, Daniela Ordowski, Judith Klaiber: Hat dieser Papst mir noch was zu sagen? In: Christ & Welt 16. Oktober 2020 des Zeit Magazins Nr. 43/2020 (Onlinezugriff mit Abo)
- Ein einzelner Bischofsrücktritt wäre gut, aber nicht genug. In: mit: Judith Klaiber, Daniela Ordowski, Philippa Haase: Ist die Kirche noch zu retten? Christ & Welt 26. Februar 2021 des Zeit Magazins Nr. 09/2021 (Onlinezugriff)
- mit: Tim Kurzbach, Volker Resing, Bernhard Sven Anuth: Was bedeutet die Entscheidung des Papstes, Woelki im Amt zu belassen ... In: Christ & Welt 4. Oktober 2021 des Zeit Magazins Nr. 40/2021 (Onlinezugriff)